# Rúben Pinto
Rúben Rafael Melo Silva Pinto vagy gyakran csak Rúben Pinto (Arroja, 1992. április 24. –) portugál utánpótlás-válogatott labdarúgó, posztját tekintve középpályás. A Fehérvár játékosa.

## Pályafutása

### Klubcsapatokban
Rúben Pinto a portugál Odivelas és a Benfica akadémiáin nevelkedett. A Benfica 2012 és 2015 között ötvenkilenc bajnoki mérkőzésen tíz gólt szerzett, az első számú csapatban nem lépett pályára. 2015 januárjában a Paços de Ferreira csapatában mutatkozott be a portugál élvonalban egy Nacional elleni mérkőzésen. 2015 és 2017 között a lisszaboni Belenensesben futballozott, a csapat mezében a 2015 őszén az Európa-liga csoportkörében is szerepelt. A 2016-2017-es szezonban kölcsönben a bolgár CSZKA Szofija csapatában játszott, majd a klub 2017 nyarán véglegesen szerződtette. 2020 szeptembere óta a Fehérvár labdarúgója.

### A válogatottban
Rúben Pinto többször szerepelt a portugál utánpótlás-válogatottakban. Tagja volt a 2010-es U19-es labdarúgó-Európa-bajnokságon szerepelt csapatnak.

## Sikerei, díjai
Benfica :
- Portugál labdarúgó-ligakupa győztes: 2012